# Херсонський Академічний ліцей
Херсонський академічний ліцей  — ліцей у місті Херсон, створений у 1994 році спільними зусиллями Херсонської міської ради та вченої ради Херсонського педагогічного інституту (з 2002 року — Херсонський державний університет). Зараз ліцей працює у дистанційному форматі

## Історія
Ідея створення ліцею належала Мішукову Олегу Васильовичу. У 1994 році за підтримки місцевої влади та керівництва університету, в якому він тоді працював заснував навчальний заклад. Керував ним до самої смерті в грудні 2011 року.
На позачергових виборах директором ліцею було обрано Томіліну Тетяну Юріївну, яка пропрацювала на посаді до 30.06.2015 року.
З 07.07.2015 року директором академічного ліцею є кандидат педагогічних наук Бібік Галина Володимирівна.

## Педагогічний склад ліцею
У закладі працюють 125 професорів і доцентів, чотири заслужені вчителі України, три Соросівські лауреати, два викладачі, які нагороджені званнями «Заслужений діяч мистецтв України» та «Заслужений працівник культури України», тринадцять учителів — переможців і лауреатів конкурсів професійної майстерності «Учитель — року». Більшість вчителів є найманими працівниками з університету і працюють непостійно.

## Структура ліцею
У ліцеї навчаються учні 8-11 класів, які називаються в ліцеї курсами(від першого до третього, за принципом університету). Учні обирають один із напрямків навчання, що іменуються у закладі кафедрами: суспільно-гуманітарний, природничо-математичний та філологічний. В яких поділяються за спеціальностями: міжнародні відносини, міжнародна економіка, філологія та журналістика, психологія та соціологія; англо-німецька, німецько-англійська, франко-англійська, іспано-англійська, англо-російська, україно-англійська філологія; медицина та природничі науки; математика та інформатика та інші. З 2007 року ліцей перейшов на модульну систему навчання, яка є однією із складових Болонської системи. Після закінчення кожного модулю проводяться екзамени.
У закладі діє підготовче відділення. Для дітей від 5 до 15 років. Діти нульового класу отримують елементарні знання необхідні для вступу в 1 клас загальноосвітніх шкіл. Додаткові курси для учнів 5-6 класів та 7-8 класів, що називаються про ліцейськими класами.

## Наукова работа
Наукова робота в ліцеї це: контакти з науковцями провідних вузів, установ держави та країн близького зарубіжжя;
Міжнародні, Всеукраїнські та регіональні симпозіуми, семінари, конференції тощо;
предметні олімпіади всіх рівнів;
конкурси-захисти науково-дослідних робіт учнів-членів МАН України;
співпраця зі студентським науковим товариством та радою молодих учених ХДУ;
творчі зустрічі, інтелектуальні та ділові ігри;
видавнича науково-методична діяльність викладачів та ліцеїстів;
організація та проведення навчальних практик (літературно-музейних, літературно-історичних, археологічних, юридичних, польових тощо);
координація навчання викладачів у магістратурі та аспірантурі, підвищення кваліфікаційного рівня педагогічного колективу (атестація, стажування тощо).
Серед важливих чинників, які суттєво вплинули на формування науково-методичної системи академічного ліцею, слід вказати, по-перше, що ліцей є багатопрофільним навчально-виховним закладом класичної орієнтації. По-друге, будучи структурним підрозділом Херсонського державного університету, ліцей утворює разом із ним єдиний навчально-виховний комплекс, який виступає одночасно й цілісною міцною науково-дослідною установою. Однією з основних функцій науково-дослідної служби ліцею є організаційне і наукове забезпечення інноваційної діяльності педагогів, виявлення та підтримування обдарованої молоді.

## Методична робота
Головна мета методичної роботи — забезпечити якість інновацій шляхом спільного пошуку, відпрацювання і впровадження найкращих традиційних і нових взірців педагогічної діяльності, взаємного перспективного спілкування, обміну досвідом, вироблення єдиних підходів, критеріїв, норм і вимог до оцінювання результатів освітньої діяльності учня, педагогічної діяльності вчителя.
Сьогодення вимагає вирішення в системі методичної роботи таких завдань:
- Інформаційне забезпечення педагогічних працівників з питань педагогіки, психології, фахових дисциплін. Щороку бібліотека ліцею поповнюється через передоплату фаховими газетами і журналами, що дає змогу вчителям неперервно підвищувати свою кваліфікацію та запроваджувати у своїй діяльності сучасні технології навчання;
- Апробація нових освітніх технологій та систем;
- Всебічний розвиток творчих здібностей педагогів, формування у них навичок науково-дослідницької роботи;
- Підвищення рівня методичної підготовки педагогів;
- Формування в учителів умінь і навичок самостійної роботи з метою неперервного підвищення своєї кваліфікації та вдосконалення педагогічної майстерності;
- Допомога вчителям аналізувати рівень навчальних досягнень учнів, рівень їх вихованості, розвитку; визначати коефіцієнт самореалізації.

Педагогічний колектив Херсонського академічного ліцею імені О. В. Мішукова при Херсонському державному університеті Херсонської міської ради працює над реалізацією єдиної педагогічної проблеми «Впровадження інноваційних технологій навчання і виховання, високої культури педагогічної праці як основи формування соціально-адаптованої особистості ліцеїста».
Зміст роботи науково-педагогічної ради полягає у здійсненні проблемного аналізу стану й оцінки освітнього процесу, вивченні результативності роботи педагогів, які атестуються, творчих груп вчителів, розробці методичних рекомендацій з метою підвищення результативності їхньої праці, зростання професійної майстерності, активізації роботи кафедр.
Кожна предметна кафедра спроектувала єдину педагогічну проблему на науково-методичне дослідження викладачів відповідно до її профілю:
- кафедра суспільно-гуманітарних дисциплін (завідувач кафедри — Михайлик О. В.) працює над темою «Формування та розвиток життєвих компетентностей ліцеїстів як шлях інтеграції до сучасного соціуму»;
- кафедра природничо-математичних дисциплін та економіки (завідувач кафедри — Кучинська Д. В.) реалізує проблему «Розвиток стійкого інтересу до вивчення математично-природничих дисциплін як шлях соціалізації особистості»;
- викладачі кафедри іноземних мов (завідувач кафедри — Петренко С. А.) працюють над розв'язанням проблеми «Соціалізація учнів у процесі оволодіння іноземною мовою в інтеграції з міжкультурним спрямуванням його змісту».

Основні напрямки науково-методичної роботи
- науково-педагогічне забезпечення організації навчально-виховного процесу з метою створення умов для розвитку та самореалізації особистості;
- опанування та творче використання педагогами науково-обґрунтованих перспективних освітніх технологій;
- формування основ інформаційної культури учнів, педагогів та врахування готовності до користування інформаційними технологіями у професійній діяльності;
- реалізацію власних творчих здібностей на терені дослідницько-пошукової та наукової діяльності;
- удосконалення форм і методів роботи у підготовці ліцеїстів до зовнішнього оцінювання, забезпечення системи контролю навчальних досягнень учнів шляхом тестування;
- удосконалення нових навчальних форм, орієнтованих на електронні підручники, пакети спеціалізованих програм, тощо;
- підготовку учнів до участі у Всеукраїнських і Міжнародних олімпіадах та конкурсах-захисту науково-дослідницьких робіт МАН, турнірах, конкурсах з навчальних предметів;
- залучення ліцеїстів до творчих конкурсів та змагань;
- підвищення якості навчання ліцеїстів за рахунок освоєння технологій, що забезпечують успішність самостійної роботи кожного учня;
- забезпечення освіти в межах понад державний стандарт загальної освіти, міжнародного стандарту, що дає можливість випускникам ліцею навчатися успішно у ВНЗ;
- забезпечення інформаційної, виставкової та рекламної діяльності ліцею щодо можливостей закладу у сфері надання освітніх послуг.